# Ильин, Виктор Михайлович
Виктор Михайлович Ильин (9.3.1936 — 20.3.2021) — советский, российский врач. Народный врач СССР (1978).

## Биография
Родился 9 марта 1936 года в селе Аян Аяно-Майского района Хабаровского края.
В 1947 году приехал с семьей в село Богородское Ульчского района, где в 1953 году закончил Богородскую среднюю школу и поступил учиться в Хабаровский государственный медицинский институт. По окончании института в 1959 году был направлен в Ульчский район.
Трудовая деятельность началась с работы врача-фтизиатра в Богородской районной больнице. В 1960 году перевелся в Мариинскую участковую больницу и работал врачом-терапевтом.
В 1960 году женился. В 1962 году переехал с семьей в Хабаровск, где работал цеховым врачом на заводе «Дальдизель» в 5-й городской больнице.
В 1966 году снова вернулся с семьей в Ульчский район и стал работать врачом-терапевтом в Богородской районной больнице.
В 1966 году был переведен на должность заведующего терапевтическим отделением Богородской районной больницы и районного терапевта и работал до 1988 года. Затем, по возрасту перешел в участковые терапевты, а с выходом на пенсию в 1991 году ушел на административную работу.
С 2011 года — заместитель главного врача по лечебной работе в Богородской ЦРБ, в качестве которого работал до конца жизни.
Имеет одну напечатанную работу. Принимал активное участие в распространении медицинских знаний среди населения.
Проживал в селе Богородское Ульчского района Хабаровского края.
Скончался 20 марта 2021 года.

## Звания и награды
- Народный врач СССР (1978)
- Медаль «За доблестный труд»
- Значок «Отличнику здравоохранения»
- Почётный гражданин Ульчского района Хабаровского края.